# 강화 만씨
강화 만씨(江華萬氏)는 인천광역시 강화군을 본관으로 하는 한국의 성씨이다.

## 역사
1454년(조선 단종 2년)에 완성된 『세종실록지리지』에 경기도 강화도호부 진강(鎭江)과 하음(河陰)의 성(姓)으로 만(萬)씨가 기록되어 있다.
강화 만씨(江華 萬氏) 시조(始祖) 만세덕(萬世德)은 명나라의 경리(經理)로서 1597년(선조30)의 정유재란 때 왜군을 격퇴하는 데 공을 세웠다.

## 과거 급제자
만성채(萬成彩)의 아들 만정대(萬廷大)가 1807년(순조 7년) 식년시(式年試) 무과에 병과(丙科)로 급제하였다. 거주지는 해주(海州)였다.

## 본관
인천광역시 강화군의 지명이다. 본래 고구려의 혈구군(穴口郡)인데, 신라 때 해구군(海口郡)으로 고쳤고, 고려 때 강화현(江華縣)으로 개칭하였다. 조선 태종 때 강화도호부(都護府)로 승격하였다. 진강현(鎭江縣)은 본래 고구려의 수지현(首知縣)인데, 신라가 수진(守鎭)으로 고쳤다. 하음현(河陰縣)은 본래 고구려의 동음내현(冬音柰縣)인데, 신라가 호음(冱陰)으로 고쳐서 해구군(海口郡)의 영현(領縣)으로 삼았고, 고려가 하음으로 고쳐서 강화 임내(任內)에 붙였다.

## 인구
만(萬)씨는 2015년 대한민국 통계청 인구조사에서 124명으로 조사되었는데, 이 중 강화 만씨는 19명이다.
- 1930년 39가구
- 1960년 429명
- 1985년 282명